# Bitwa pod Piotrkowem Trybunalskim
 Bitwa pod Piotrkowem  – bitwa stoczona w czasie kampanii wrześniowej w dniach 4–6 września 1939 r.

## Mobilizacja
W bitwie pod Piotrkowem wzięły udział głównie jednostki północnego zgrupowania Armii „Prusy”. Pododdziały wielu z nich od 1 września znajdowały się jeszcze w trakcie mobilizacji lub w transportach. Polskie dowództwo liczyło na zyskanie czasu w bitwach granicznych. Do dnia 4 września trwały przemarsze i zajmowanie pozycji obronnych przez polskie zgrupowania. 4 września w nakazanych rejonach znalazły się 29 DP i Wileńska BK. 19 DP skoncentrowana była w kompleksie leśnym na północny wschód od Piotrkowa.
W Piotrkowie mobilizowany był 146 pp dla 44 DP. Dywizja ta po zakończeniu mobilizacji miała przejść w rejon Dłutów – Tuszyn. Natomiast koncentracja 13 DP trwała aż do 6 września. 1 Batalion Czołgów Lekkich (7TP) zgodnie z rozkazem znajdował się na tyłach armii pomiędzy Opocznem i Końskimi. Podobnie 81 Zmotoryzowany Batalion Saperów na zapleczu armii pełnił służbę pomocniczą.
W walkach pod Piotrkowem wzięły też udział jednostki Armii „Łódź”. Były to: 
- pododdziały Wołyńskiej BK, które po walkach w dniach 1-2 września z 4 DPanc. znajdowały się w odwodzie armii.
- Grupa płk. Czyżewskiego – zgrupowanie to, stworzone głównie z oddziałów 2 pp Leg i z 2 DP Leg.

## Dyslokacja i zadania
4 września około południa jednostki polskie znajdowały się na wyznaczonych pozycjach. Zgrupowanie składające się z batalionów II i III 86 pp z 19 DP zajęło pozycje na bezpośrednim przedpolu Piotrkowa na odcinku Kargał-Las – Longinówka. Był to otwarty teren, bardzo trudny do obrony szczególnie przed czołgami. W związku z tym dowódca dywizji gen. Kwaciszewski dwukrotnie proponował gen. Dębowi-Biernackiemu, cofnięcie linii obrony bliżej zabudowań Piotrkowa lub wysunięcie jej nad Prudkę. Jednak ten nie wyraził zgody. Ostatecznie gen. Kwaciszewski w nocy 4 września na własną odpowiedzialność przesunął linię obrony bliżej miasta i rozmieścił swoje oddziały w rejonie Bujny – Witów. Na prawym skrzydle znalazł się III batalion 86 pp, a II na lewym. Siły te miały być wspierane przez dywizyjną kompanię przeciwpancerną i II dywizjon 19 pal (haubice 100 mm).
85 pp pod dowództwem ppłk. dypl. Jana Kruka-Śmigli, jako drugi rzut 19 DP zajął pozycje obronne w lesie na północny zachód od Piotrkowa. II batalion obsadził odcinek na południowym skraju lasu, a I jako odwód znalazł się w głębi lasu. Jego 1 kompania zajęła pozycje na prawym skrzydle. Pułkowa kompania rozpoznawcza i pluton saperów znalazły się w lesie za II batalionem. Wsparcie artyleryjskie tego zgrupowania miał zapewnić I dywizjon 19 pal.
5 września, po przemarszu spod Wolborza pozycje obronne zajął też III batalion 85 pp. Zajął on stanowiska obronne na południowym skraju lasu, okrakiem na szosie Piotrków – Tomaszów. Zadanie postawione oddziałom 85 pp polegać miało na obronie stałej w tym rejonie i na osłonie 19 DP z kierunku zachodniego.
Generał Dąb-Biernacki postanowił częściowo zreorganizować system dowodzenia armią. Dlatego też nocą 3-4 września powołał nową grupę operacyjną w składzie 19 DP i Wileńska BK. Jej dowódcą mianował gen. Dreszera.
4 września 77 pp, I batalion 86 pp i IV dywizjon 19 pal otrzymały rozkaz przemarszu na południowo-wschodni brzeg rzeki Luciąży i skoncentrowania się w lesie na wysokości miejscowości Milejowiec. Zgrupowanie to dotarło w wyznaczony rejon nad ranem 5 września. Tym samym siły 19 DP broniącej bezpośrednio Piotrkowa zostały poważnie osłabione.
Niedaleko tych oddziałów, bardziej na południe, w lesie Lubień znajdowała się też Wileńska BK, która według planów gen. Dąba-Biernackiego razem z 77 pp, I batalionem 86 pp i IV dywizjonem 19 pal miała wejść w skład grupy płk. Nowosielskiego. Zgrupowanie to miało wykonać atak w bok niemieckich związków pancernych nacierających na Piotrków. Akcja ta miała zostać przeprowadzona w nocy 5-6 września.
29 DP zajęła pozycje obronne na lewym skrzydle armii, wzdłuż rzek Pilicy i Czarnej na odcinku Sulejów – Dąbrowa – Jaksonek. Do pełnego składu brakowało batalionów II i III z 41 pp oraz I dywizjonu 29 pal. Oddziały tej dywizji do dnia 4 września nie miały sprecyzowanego zadania bojowego.
Pododdziały 13 DP w pierwszych dniach września znajdowały się jeszcze w transportach. Jednak przed świtem 6 września zdołały zająć wyznaczone pozycje obronne. II batalion 43 pp jako samodzielny punkt oporu znalazł się na pozycjach w lesie na południe od miejscowości Olszowa. III batalion 43 pp zajął pozycje wokół miejscowości Ujazd, a I batalion 43 pp obsadził las na zachód od miejscowości Sangrodz. Bataliony II i III 45 pp ugrupowały się obronnie w lesie na południowy zachód od Tomaszowa Mazowieckiego. I batalion 45 pp zajął pozycje na skraju lasu na północ od Tomaszowa, blokując drogę Tomaszów – Lubochnia. I batalion 44 pp obsadził pozycje na skraju lasu w okolicy Bronisławowa. Pozostałe siły 44 pp stanowiły odwód dywizji i ześrodkowane były w głębi lasu na wschód od drogi Tomaszów – Lubochnia.
Zadaniem 13 DP była obrona prawego skrzydła armii od północy jak również gotowość do wsparcia działań 29 DP, Wileńskiej BK i części sił 19 DP. Stanowić, więc miała ona odwód armii lub w wypadku niepowodzenia wyżej wymienionych związków taktycznych powinna zamknąć drogę na Warszawę.

## Jednostki Armii Łódź
Lewe skrzydło Armii Łódź stanowiła grupa płk. Czyżewskiego. Składała się ona z trzech odcinków obrony:
- Bełchatów – I batalion 2 pp Leg.
- Borowskie Góry – III batalion 2 pp Leg.
- Jeżów – Rozprza – I batalion 146 pp rez. Z 44 DP Rez. W trakcie walk wzmocniono ten odcinek II i III batalionami 146 pp rez.
- Odwód – II batalion 2 pp Leg.

Pozycje tego zgrupowania wspierane były przez 7 batalion ckm, dywizjon 2 pal, dywizjon 4 pal oraz kompanię ppanc.

## Walki GO Piotrków
Niemcy, aby szybko przełamać polskie pozycje obronne i otworzyć sobie drogę na Warszawę zamierzali rzucić do walki XVI Korpus Pancerny. W jego skład wchodziły 1 i 4 DPanc., 14 i 31 DP. Korpus ten w chwili przekroczenia granicy Polski posiadał w swoim składzie 616 czołgów i był pod tym względem najsilniejszym ze wszystkich niemieckich korpusów we wrześniu 1939 roku.
Od 1 września 1 DPanc. przemieszczała się po osi Panki – Kłobuck i 2 września opanowała mosty na Warcie w okolicy miejscowości Gidle. Tego dnia pododdziały rozpoznawcze opanowały Przedbórz wypierając z niego słabe polskie ubezpieczenie. Następnie 3 września dywizja przez Radomsko dotarła do Kamieńska. Tam podczas nocnego postoju została zaatakowana przez ułanów 2 pułku strzelców konnych Wołyńskiej BK. W nocnym wypadzie zadali oni jej znaczne straty w ludziach i sprzęcie. Strona polska w tej akcji straciła jednego ułana.
4 DPanc. W dniach 1-2 września toczyła walki z oddziałami Wołyńskiej BK pod Mokrą. 
W dniu 3 września północne zgrupowanie Armii Prusy nie miało styczności ogniowej z nieprzyjacielem. Doszło jedynie do kilku potyczek z patrolami rozpoznawczymi XVI Korpusu. Jeden z nich został odparty przez żołnierzy 23 pułku ułanów w rejonie gajówka Wykno – Stobnica-Piła. Po czym wróg wycofał się ponosząc straty.
Od rana 4 września artyleria niemiecka rozpoczęła ostrzał polskich pozycji. Do działań przystąpiły też bombowce z 4 Floty Powietrznej. Po przygotowaniu artyleryjskim do ataku ruszyły 1 i 4 DPanc.
Oddziały 4 DPanc. skierowały się na pozycje polskie w Górach Borowskich bronione przez żołnierzy 2 pp Leg., natomiast 1 DPanc. uderzyła w lukę między polskimi armiami na odcinku Jeżów – Rozprza. Odcinek Jeżów – Rozprza pośpiesznie wypełniono I batalionem 146 pp mobilizowanym w Piotrkowie dla 44 DP Armii Prusy i włączono go do grupy płk. Czyżewskiego. Gen. Wiktorowi Thommee – dowódcy GO Piotrków został dodatkowo przydzielony przez Naczelnego Wodza 2 (301) Batalion Czołgów Lekkich 7 TP, wchodzący do tej pory w skład Armii Prusy. Batalion ten miał stanowić odwód GO Piotrków.
Żołnierze I batalionu 146 pp pod dowództwem ppłk. Polaka, broniący się do wieczora nad rzeką Prudką musieli ulec przeważającym siłom niemieckim. Pomimo wzmocnienia przez kompanie II i III batalionu 146 pp nie zdołali dłużej bronić się przed kolejnymi atakami czołgów i lotnictwa. Wieczorem sztab 146 pp otrzymał rozkaz odwrotu do lasu koło Tuszyna – miejsca planowanej koncentracji 44 DP. Jednak w czasie zaciętych walk rozkaz nie dotarł do wszystkich żołnierzy. Część z nich uległa rozproszeniu, inni pozostali nadal na tyłach niemieckiego przyczółka. Z całego pułku tylko około 170 żołnierzy z II batalionu ruszyło do nakazanego rejonu. Pozostali wycofywali się w kierunku Piotrkowa naciskani przez Niemców. I batalion 146 pp podporządkowano 19 DP. Zajął on pozycje obronne na lewym skrzydle dywizji, na skraju lasu, na północ od miejscowości Kałek.
Gen. Thommee widząc zagrożenie lewego skrzydła Armii Łódź postanowił skierować do kontrataku swój odwód. 2 Batalion Czołgów Lekkich wsparty 11 Batalionem Piechoty z Wołyńskiej BK. Batalion dysponujący 47 sprawnymi czołgami znajdował się w lesie pod Korczewem. O godzinie 14.00, kiedy nadszedł rozkaz przegrupowania czołgi ruszyły przez Bogdanów do Woli Krzysztoporskiej i lasu Wygoda. O godzinie 15.00 dwa plutony z 1 kompanii 2 Batalionu Czołgów Lekkich przy wsparciu piechoty ze 146 pp wykonały atak w kierunku Jeżowa. Jednak natarcie to nie powiodło się. W związku z tym o godzinie 17.00 ruszyło kolejne. Tym razem atakowały obie kompanie 2 Batalionu Czołgów Lekkich. 1 kompania uderzyła na Jeżów i opanowała go niszcząc 3 czołgi niemieckie i uszkadzając 1. Straty własne: 1 czołg zniszczony, 2 uszkodzone oraz 6 żołnierzy rannych. 2 kompania czołgów wraz z kompanią piechoty o godzinie 18.00 zaatakowała las Kisiele. Czołgi wyminęły go od północy, a następnie skierowały się na Rozprzę. Na skutek tych działań udało się zlikwidować niemiecką przeprawę przez Prudkę. Jednak wieczorem czołgi polskie musiano wycofać na pozycje wokół Bogdanowa, a zdobytych pozycji nie było, czym obsadzić, gdyż gen. Thommee nie posiadał już żadnych odwodów. Niemcy wykorzystali tę sytuację, pokonali rzekę i następnie umocnili zajęte przyczółki. Zajęli bez walki las Wygoda, a w nocy miejscowości Siomki, Krzyżanów i Cekanów.
Na odcinku obrony 2 pp Leg. w Górach Borowskich 4 DPanc. pomimo kilku ataków prowadzonych przez batalion czołgów i 12 pułk strzelców zmotoryzowanych nie była w stanie przełamać polskiej obrony. Przez cały dzień toczyły się tu walki, a pozycje trzy razy przechodziły z rąk do rąk. Pomimo znacznych strat poniesionych przez oddziały polskie w ludziach i sprzęcie Niemcy nie zdołali przełamać polskiej obrony i ograniczyli się do ostrzału artyleryjskiego polskich pozycji.
5 września gen. Thommee chcąc zlikwidować niemieckie włamanie na styku armii Łódź i Prusy planował kolejne przeciwnatarcie na lewe skrzydło 1 DPanc. Do przeprowadzenia tej akcji utworzono dwie samodzielne grupy. W skład pierwszej z nich weszły:
- 2 kompania 2 Batalionu Czołgów Lekkich
- 11 Batalion Strzelców z Wołyńskiej BK
- bateria z 2 dak Wołyńskiej BK

Grupa ta miała wykonać natarcie przez Wolę Krzysztoporską na las Wygoda i Jeżów. Druga grupa w składzie:
- 1 kompania 2 Batalionu Czołgów Lekkich
- 3 kompania 2 Batalionu Czołgów Lekkich

Otrzymały rozkaz ataku na Siomki, Kisiele, Magdalenkę.
Działania bojowe rozpoczęły się wcześniej niż zakładał to plan. Spowodowane było to tym, że przed lasem, gdzie znajdowały się oddziały polskie, przegrupowywała się kolumna niemiecka. Składała się ona z 2 czołgów, 8 samochodów pancernych, 6 samochodów ciężarowych z piechotą i 2 działek ppanc. W tej sytuacji, kpt. Hajdenko – dowódca 2 kompanii chcąc zaskoczyć Niemców o godzinie 9.15 nie czekając na rozkaz ruszył wraz ze swą kompanią czołgów do ataku. W wyniku polskiego natarcia został zniszczony cały niemiecki sprzęt, a piechota ukryła się w terenie. Nie przerywając ataku polskie czołgi ruszyły dalej i około godziny 11.00 opanowały Jeżów. Po drodze zniszczyły 11 nieprzyjacielskich czołgów, a do niewoli wzięto 70 jeńców. Nie udało się jednak opanować lasu Wygoda, gdzie Niemcy poprzedniego dnia utworzyli przyczółek. Był to bardzo silnie broniony punkt oporu, obsadzony przez I batalion 1 pułku strzelców zmotoryzowanych. Z pozycji tej Niemcy prowadzili silny ogień z karabinów maszynowych i dział ppanc. W wyniku ostrzału atakujący pozycje niemieckie 11 Batalion Strzelców poniósł poważne straty i musiał wycofać się.
Druga grupa atakująca na Siomki natrafiła na zdecydowany opór wroga. Z Siomek ruszyło niemieckie kontrnatarcie 1 kompanii 2 Pułku Pancernego. W tej walce Niemcy stracili 4 czołgi. Jednak dalsze natarcie okazało się niemożliwe wobec liczebnej przewagi niemieckiej. Kompanie 1 i 2 wycofały się około godziny 15.00 na północ niszcząc po drodze 2 samochody pancerne. 2 Batalion Czołgów Lekkich zebrał się w lesie na południe od Tuszyna skąd ruszył w kierunku Warszawy. W batalionie pozostały 24 czołgi w tym 6 uszkodzonych.

## Walki 19 DP i grupy płk. Czyżewskiego
5 września około godziny 10.00 oddział 1 DPanc. zaatakował pozycje obronne 86 pp z 19 DP. Obrońcy stawili zdecydowany opór i atak niemiecki został odparty. Kolejne szturmy prowadzone od czoła na pozycje polskie nie przynosiły rezultatów. W związku z tym dowództwo niemieckie doszło do wniosku, że należy wprowadzić do walki dodatkowe siły. W tym samym czasie Niemcy dostrzegli też lukę pomiędzy GO Piotrków a 86 pp i postanowili wykorzystać ją w kolejnych atakach. Około godziny 14.00 artyleria 1 DPanc. rozpoczęła ostrzał pozycji obronnych 86 pp. Do nalotów przystąpiło też niemieckie lotnictwo. Po przygotowaniu artyleryjskim i lotniczym do natarcia ruszyły czołgi. W czasie ostrzału artyleryjskiego z Kargał-Lasu wycofała się część 8 kompanii nie wytrzymując natężenia ognia. Pozycję tę zajęły pośpiesznie pododdziały czołgów atakujące w kierunku północno-wschodnim. Na skutek ciężkich walk z rejonu wsi Bujny wycofały się też kompanie III batalionu. Oddziały niemieckie wykorzystały odsłonięte prawe skrzydło 86 pp i wyszły na tyły III batalionu. II batalion znajdujący się na lewym skrzydle z wielkim trudem utrzymał swoją pozycję obronną. W zaistniałej sytuacji ppłk Peszek wydał rozkaz, aby bataliony II i III przeszły do działań opóźniających i cofały się na Piotrków, a następnie do lasów w rejonie Koła.
W tym samym czasie II dywizjon 19 pal znajdował się na swych stanowiskach ogniowych w okolicy Zalesic. Jego dowódca w obliczu nadciągających nieprzyjacielskich czołgów zarządził zmianę stanowisk. Po godzinie 16.00 rozpoczęto przemarsz przez Piotrków, gdzie dywizjon został zaatakowany przez bombowce nurkujące. 6 bateria, która znajdowała się już na nowych stanowiskach w rejonie Meszcz poniosła duże straty. Podobnie, 29 dac zajmujący stanowiska na północny wschód od Piotrkowa atakowany był przez lotnictwo.
86 pp prowadził dalsze walki cofając się przez płonący Piotrków. Miasto w tym czasie ostrzeliwane było przez niemiecką artylerię i bombardowane przez lotnictwo. Po godzinie 18.00 86 pp zmuszony został do wycofania się z miasta. Jego żołnierze do północy 5 września zbierali się w lesie w rejonie Koła. Z II i III batalionu pozostało około 10 oficerów i 200 szeregowców. Dysponowali oni 2 armatkami ppanc. i kilkoma ckm. W lesie znalazła się, też kompania gospodarcza pułku i tabory. Tak więc 86 pp przestał istnieć jako zwarta jednostka.
5 września około godziny 17.30 dowódca 85 pp Jan Kruk-Śmigla otrzymał meldunek o ataku niemieckich czołgów na Piotrków. Czołgi po wyparciu pododdziałów 86 pp ruszyły drogą na Tomaszów i znalazły się przed frontem II batalionu 85 pp. Zgrupowanie niemieckie składało się z około pułku czołgów. Inna grupa czołgów w tym samym czasie ominęła Piotrków od zachodu, a następnie skręciła na wschód. Następnie przeszła przez Meszcze, Raków Duży i zaczęła wychodzić na tyły 85 pp. Grupa ta skręciła na szosę Piotrków – Tomaszów i w kolumnach ruszyła szosą w kierunku Wolborza. Przemieszczające się czołgi ostrzeliwane były przez I dywizjon 19 pal. Przed godziną 18.00 Jeden z pododdziałów czołgów omijając Piotrków zaatakował z marszu III batalion 85 pp. 8 kompania broniąca się wzdłuż lasu, po obu stronach szosy Piotrków – Tomaszów zdołała odeprzeć ten atak.
Po zapadnięciu zmroku pododdział czołgów ruszył przez lukę pomiędzy głównymi siłami 85 pp a III batalionem 85 pp. W tym czasie przed frontem sił głównych 85 pp pojawiło się kilkanaście czołgów, które zostały odparte przez 5 kompanię i pluton artylerii piechoty. Nieco później batalion czołgów ominął pozycje obronne 85 pp od zachodu i skierował się na Moszczenicę. Około godziny 21.00 Czołgi poruszające się drogą z Piotrkowa na Tomaszów zmusiły do odwrotu III batalion 85 pp, który wycofał się na Wolbórz.
5 września o godzinie 5.45 na pozycje grupy ppłk. Czyżewskiego w Górach Borowskich, po przygotowaniu artyleryjskim i ataku lotniczym ruszyło kolejne natarcie niemieckie wspierane przez batalion czołgów. Równolegle nacierały pododdziały 31 DP na pozycje I batalionu 2 pp Leg. w rejonie Księży Młyn, Modrzew. Oba te natarcia udało się odeprzeć. Najgorzej przedstawiała się jednak sytuacja na lewym skrzydle grupy płk. Czyżewskiego. Podchodziła tam grupa bojowa z 4 DPanc., która przygotowywała się do ataku na tyły 2 pp Leg. Wieczorem około godziny 20.15, na rozkaz ze sztabu GO Piotrków rozpoczęto wycofywanie oddziałów na Dłutów. Jednak podczas zaciętych walk nie do wszystkich rozkaz ten dotarł. Dlatego też jeszcze 6 września niektóre oddziały polskie dalej broniły się na swych pozycjach.
Podczas walk w Górach Borowskich 2 pp Leg. stracił: 16 oficerów, 67 chorążych, podchorążych i podoficerów i 580 żołnierzy.
W tym czasie większość sił 1 DPanc. znajdowała się w Piotrkowie i na południe od miasta. Jeden pułk czołgów znajdował się pod Wolborzem. Sztab dywizji rozmieszczony był w folwarku Milejów, ochraniany przez batalion piechoty zmotoryzowanej. Inny pododdział zmotoryzowany ześrodkowany był w Longinówce natomiast w rejonie Janówki stacjonował dywizjon artylerii. Sztab XVI Korpusu zabezpieczył się przed ewentualnym polskim kontratakiem na prawe skrzydło swoich oddziałów. W tym celu w rejonie od ujścia Prudki do Luciąży od 4 września skoncentrowano 3 bataliony zmotoryzowane, kompanię czołgów, 2 dywizjony artylerii i batalion przeciwpancerny. Zdaniem niemieckiego sztabu, były to siły wystarczające do odparcia ewentualnego ataku 1-2 dywizji piechoty.
Około godziny 23.00 dowódca 85 pp nie mając łączności z dowództwem dywizji zdecydował się opuścić dotychczasowe pozycje obronne. Dalsze pozostawanie w tym rejonie było bezcelowe i narażało pułk na całkowite okrążenie i zniszczenie. Ppłk Kruk-Śmigla zamierzał pod osłoną nocy wykonać atak podległymi mu siłami na kolumny czołgów znajdujące się na szosie piotrkowskiej. 6 września o godzinie 1.30 bataliony rozpoczęły wykonywać zadanie. Bardzo trudne warunki przegrupowania takie jak zły stan dróg i wyjątkowo ciemna noc spowodowały duże opóźnienia oddziałów. Tak więc kiedy zbliżyły się one do przeciwnika na odległość około 1–2 km dowódca zmuszony był odwołać atak ze względu na zbliżający się świt. Następnie 85 pp ruszył lasem w rejon Koła.
6 września rano w lasach na zachodnim brzegu Pilicy znajdowało się 7 batalionów piechoty i 3 dywizjony artylerii z 19 DP. Oddziały te stanowiły zwarte, samodzielne grupy, które jednak nie posiadały łączności między sobą. Zgrupowania te wycofywały się do lasów po wschodniej stronie Pilicy, a stamtąd ruszyły dalej na wschód z zamiarem przekroczenia Wisły.

## Działania 29 DP
5 września gen. Biernacki nie mając aktualnych wiadomości na temat położenia wojsk niemieckich i sytuacji na przedpolach Piotrkowa, planował kontratak na prawe skrzydło 1 DPanc. Miał on zostać przeprowadzony w nocy z 5 na 6 września i doprowadzić do odzyskania utraconych pozycji na linii Jeżów - Rozprza.
Pierwotny plan zakładał użycie do tego celu grupy płk. Nowosielskiego tj.: 
- 77 pp z 19DP
- I batalionu 86 pp z 19 DP
- IV dywizjonu 19 pal z 19 DP
- Wileńskiej BK.

Wileńska BK znajdowała się w lesie Lubień, natomiast pozostałe oddziały bardziej na północ w pobliżu miejscowości Milejowiec. Oddzielała je od pozycji niemieckich rzeka Luciąża.
O godzinie 17.00 dowódca Armii Prusy wstrzymał przygotowywane natarcie, zmieniając rozkazy. Według nowego planu nocny atak miały wykonać pułki 76 i 81 z 29 DP wsparte grupą pułkownika Nowosielskiego bez Wileńskiej BK, która miała wycofać się na wschodni brzeg Pilicy i dozorować ją aż do Przedborza. W Przedborzu walczyła już 5 kompania 76 pp z 29 DP, a 6 września o godzinie 2.00 wysłano tam też 23 pułk ułanów z Wileńskiej BK wraz z 2 baterią 3 dak. Do obrony przeprawy w Sulejowie pozostawiono I batalion 41 pp 29 DP i I dywizjon 29 pal.
Około godziny 20.00 76 pp wyruszył z okolic Sulejowa drogą na Piotrków i po przekroczeniu Luciąży w okolicy Przygłowa, pułk rozdzielił się na dwa zgrupowania. II batalion ruszył przez Kłudzice i Milejowiec, a bataliony I i III 76 pp przemieszczały się przez Kolonię Witów na Zalesice. Jako pierwszy posuwał się I batalion, a za nim III. Bataliony 81 pp ruszyły w stronę Przygłowa, II i III przez Sulejów, a I przez Łęczno.
Tymczasem o godzinie 21.00 do sztabu dowódcy Armii Prusy nadszedł meldunek od Naczelnego Wodza, w którym informował o sytuacji na froncie i nakazywał wycofanie jednostek Armii Prusy na północ od Piotrkowa. Na skutek tego generał Biernacki znów zmienił rozkazy i zgodnie z nimi skierowano 81 pp do lasów w okolicach Koła. 76 pp miał, wykonać pozorowany atak na Piotrków, a następnie wycofać się na północ. Jednak rozkazy nie dotarły do wszystkich batalionów 76 pp. Tak, więc II batalion mjr. Justyniaka idąc wyznaczoną drogą, zgodnie z poprzednim rozkazem ruszył do ataku i opanował Milejowiec. Żołnierze zaskoczyli znajdujący się tam oddział strzelców zmotoryzowanych. Następnie nie tracąc impetu batalion uderzył na Milejów, gdzie natknął się na sztab 1 DPanc. i broniącą go kompanię ochrony. Niemcy stawili zdecydowany opór, ale ostatecznie w wyniku polskiego ataku na bagnety opanowano wieś. Następnie batalion ruszył na zachód, gdzie jednak napotkał na silny, zorganizowany opór i natarcie zostało powstrzymane. W tym czasie do batalionu dotarł rozkaz odwrotu. Jako że mjr Justyniak na skutek ciężkiej rany głowy zmarł, dowództwo przejął kpt. Myśliwski. Nakazał on batalionowi wycofać się za Pilicę. Niedługo potem i on został ciężko ranny, a dowodzenie przejął por. Gniewkowski, który wyprowadził już tylko resztki batalionu. W walkach poległo około 12 oficerów i 218 szeregowców II batalionu.
Na drodze między Sulejowem a Przygłowem do dowódcy II dywizjonu 29 pal i 29 dac dotarł rozkaz nakazujący wycofanie oddziałów. Przystąpiono, więc niezwłocznie do jego wykonywania.
I batalion ppłk. Sienkiewicza idąc jako pierwszy przy wsparciu III dywizjonu 29 pal atakował przez Przygłów – Kolonię Witów – Zalesice. Trudności z posuwaniem na przód miała artyleria, gdyż mosty były zniszczone w wyniku wcześniejszych walk prowadzonych na tym terenie przez oddziały 19 DP. Przez uszkodzony most w Kolonii Witów zdołała przeprawić się tylko 7 bateria, natomiast reszta dywizjonu oczekiwała, aż saperzy naprawią most.
I batalion 76 pp wchodząc do Zalesic został ostrzelany seriami karabinów maszynowych. W tej sytuacji mjr Kosiński na czele dwóch plutonów 2 kompanii obszedł broniących się w zabudowaniach Niemców i uderzył na nich od tyłu. W wyniku tego ataku pododdział niemiecki uległ rozbiciu. Zdobyto 3 czołgi, samochód terenowy i 4 motocykle. Do niewoli wzięto 2 oficerów i 18 szeregowców. Własne straty wyniosły 3 rannych.
Około godziny 2.00 6 września kolumna I batalionu dotarła do szosy Piotrków – Rozprza i skręciła na południe. Tu we wsi Moryca żołnierze stoczyli kolejną walkę. Zdobyli tam 4 czołgi i 6 samochodów terenowych. Pododdział niemiecki wycofał się w stronę Longinówki, gdzie Niemcy zorganizowali obronę i ostrzelali zbliżające się czołówki polskie. W tej sytuacji mjr Kosiński przy wsparciu III dywizjonu 29 pal rozwinął batalion do ataku. Ogień polskiej artylerii spowodował znaczne straty wśród oddziałów niemieckich znajdujących się na południe od Longinówki. Płonęło też wiele cystern i samochodów. Niemcy jednak uprzedzili polski atak i natarli siłami około dwóch kompanii, wspierani kilkoma czołgami i ogniem artylerii. I batalion zdołał jednak odeprzeć ten atak i zadał wrogowi duże straty.
W czasie tej walki Niemcy zdobyli sztandar pułku znajdujący się na samochodzie. Grupa żołnierzy I batalionu stoczyła o niego zaciekły bój. Rozgorzała walka wręcz trwająca kilkanaście minut, podczas której sztandar przechodził kilkakrotnie z rąk do rąk. Ostatecznie został on uratowany. W tej walce zginęło 8 żołnierzy polskich, a 16 odniosło rany. Adiutant pułku kpt. Malinowski został dwukrotnie ranny. Grupa Niemców walcząca o sztandar w całości zginęła.
Około godziny 4.00 ruszyło natarcie niemieckie od strony Piotrkowa, które zostało odparte przez 3 kompanię. Jednocześnie trwały polskie ataki na Longinówkę. Dowództwo batalionu nadal oczekiwało nadejścia 81 pp nie wiedząc o zmianie rozkazów. Około godziny 6.00 Niemcy rozpoczęli atak z kierunków Piotrkowa i Longinówki okrążając tym samym obrońców. Ataki te prowadzono większą ilością pododdziałów piechoty przy wsparciu czołgów.
Początkowo Polacy odpierali uderzenia jednak, kiedy do akcji ruszyły czołgi, a w batalionach nie pozostało ani jednej armatki przeciwpancernej, obrońcy musieli ulec.
W przeciągu dwóch godzin batalion uległ niemal całkowitej zagładzie. Dowódca 76 pp ppłk Sienkiewicz dwukrotnie ciężko ranny został zmiażdżony przez gąsienice czołgu. Poległ też dowódca I batalionu mjr Kosiński oraz około 22 oficerów i 426 szeregowców.
Ogółem w walkach nocnych z 5 na 6 września zginęło 32 oficerów i 652 szeregowców z 76 pp. Większość rannych oficerów i szeregowych spośród poległych nie zginęła bezpośrednio w walce. Wielu rannych zostało rozjechanych przez czołgi lub dobitych przez niemiecką piechotę na polu walki tuż po bitwie.
6 września na polach w pobliżu wsi Moryca Niemcy rozstrzelali 19 wziętych do niewoli oficerów 76 pp, a szeregowych tego pułku spalili żywcem w chacie dróżnika kolejowego w Morycy i w jednej z chat w Longinówce. Zbrodni dokonali żołnierze 4 DP.
Niemieckie straty w tej bitwie wyniosły 200 zabitych i 40 spalonych pojazdów w tym czołgów.
W nocy z 5 na 6 września pozostałe jednostki 29 Dywizji Piechoty wycofały się zgodnie z rozkazem w lasy w okolice Koła.
Rano 6 września w lasach w rejonach Barkowic Mokrych, Koła i Sulejowa znajdowały się następujące oddziały z 29 DP: 81 pp, 41 pp (bez I i II batalionów), III batalion 76 pp, 29 pal (bez III dywizjonu oraz 1 i 2 baterii I dywizjonu), 29 dac, 29 Batalion Saperów (bez zmot. komp. saperów), dywizyjna kompania kolarzy, szwadron kawalerii dywizyjnej oraz dywizyjna kompania ckm. Wieczorem 6 września do sztabu 29 DP wpłynął rozkaz zorganizowania przez dywizję obrony lasu Inowłódz w oparciu prawego skrzydła o Pilicę. Oddziały 29 DP miały przeprawić się przez budowany przez 29 bsap. most na Pilicy w rejonie Swolszewice Małe – Tresta.

## Działania 13 DP
Wieczorem 5 września 22 kompania kolarzy por. Walczyka wraz ze szwadronem kawalerii dywizyjnej mjr. Franciszka Bednarskiego stoczyła walkę z pododdziałami czołgów 1 i 4 DPanc. w okolicach Wolborza. W wyniku tych walk Niemcy stracili 2 czołgi. Udało się też zdobyć mapę z naniesionymi kierunkami natarcia niemieckich dywizji. Na prośbę dowódcy kompanii kolarzy por. Walczyka wzmocniono jego oddział 4 kompanią piechoty i 3 działkami ppanc. z 45 pp. 6 września 4 kompania kpt. Stanisława Marchela wzmocniła wypartą przez Niemców z Wolborza kompanię kolarzy i około godziny 4.00 zniszczyła 1 czołg i 3 uszkodziła. Od świtu obie kompanie były bombardowane przez samoloty niemieckie.
Nocą 5-6 września działania rozpoznawcze prowadziły niemieckie patrole motocyklistów w rejonie Będkowa podjeżdżając pod pozycje obronne II batalionu 43 pp. Po całonocnej walce z oddziałami polskimi oddział wydzielony 4 DPanc. zajął Będków zmuszając do odwrotu szwadron kawalerii dywizyjnej 13 DP.
Wycofał się on na Wykno, Brzustów, Ujazd, Skrzynki ponosząc około 40% strat.
Około godziny 10.00 kolumna czołgów 1 DPanc. ruszyła szosą na Tomaszów. 22 kompania kolarzy i 4 kompania 45 pp przeszły do działań opóźniających, a następnie wycofały się w rejon obrony 13 DP. 4 kompania około godziny 17.00 znalazła się w pasie obronnym 43 pp. Straciła ona w walce 25% żołnierzy i 1 armatkę ppanc. Zniszczyła 4 wozy bojowe wroga i 3 uszkodziła.
6 września o godzinie 10.00 po silnym przygotowaniu artyleryjskim i bombardowaniach lotniczych ruszyło natarcie XVI Korpusu na pozycje obronne 13 DP. Początkowo pododdziały piechoty i czołgów 1 DPanc. zaatakowały pozycje obronne II i III batalionu 43 pp, a następnie próbowały one wejść w lukę pomiędzy 43 pp a 45 pp. Natarcie to zostało jednak powstrzymane, a pluton armat przeciwpancernych wspierający II batalion zniszczył 5 czołgów wroga.
Około godziny 12.00 piechota niemiecka wsparta 16 czołgami włamała się w pozycje obronne II batalionu. W tej sytuacji dowódca batalionu - kpt. Kłosowski wysłał do kontrataku odwód w sile dwóch plutonów piechoty i na skutek tego około godziny 13.00 Niemcy zostali odparci i ponieśli duże straty. Podczas tego starcia pluton artylerii zniszczył ogniem na wprost 10 czołgów. 
Przed prawym skrzydłem III batalionu 43 pp mjr. Miklasa w rejonie Ujazdu pojawiło się 6 czołgów. Zostały one ostrzelane przez armaty przeciwpancerne i wycofały się, a jeden z nich został uszkodzony. Około godziny 14.00 zgrupowanie niemieckich czołgów składające się z około 25 pojazdów obeszło prawe skrzydło III batalionu i ruszyło w kierunku Niewiadowa i lasu na północ od Skrzynek. W tym samym czasie inne zgrupowanie czołgów 4 DPanc. ruszyło szosą na Będków – Ujazd i ponownie zaatakowało prawe skrzydło II batalionu. Również i tym razem udało się atak odeprzeć.
Lewoskrzydłowy 45 pp 13 DP do południa dwukrotnie ostrzeliwany był przez artylerię niemiecką. Pod jego osłoną do ataku ruszyło 20 czołgów 1 DPanc. Niemieckie natarcie zostało powstrzymane przez baterie armat strzelające ogniem na wprost. Zniszczyły one 5 czołgów i 3 uszkodziły.
Około godziny 15.00 bataliony I i II 43 pp były silnie ostrzeliwane przez artylerię oraz bombardowane przez lotnictwo. Silne bombardowanie dotknęło też III dywizjon 13 pal i tabory 43 pp. W Tomaszowie w wyniku działań wrogiego lotnictwa płonęło około 60 budynków.
Po przygotowaniu artyleryjsko-lotniczym do ataku ruszyła 1 DPanc., która skierowała się w lukę pomiędzy 43 i 45 pp, po osi Zawada – Nieborów. Jedno ze zgrupowań czołgów i piechoty 4 DPanc. ruszyło do ataku w kierunku lasu na południe od Wólki Krzykowskiej, Komornik, Świńska, Łagiewnik. Obeszło ono następnie lewe skrzydło II batalionu 43 pp wyszło na jego tyły i jednocześnie przed front I batalionu 43 pp. Od godziny 15.00 do 17.00 II batalion walczył w okrążeniu, pozbawiony wsparcia artylerii. Część zgrupowania niemieckiego włamała się na lewe skrzydło obrony I batalionu mjr. Zygmunta Rylskiego, lecz kontratak 1 kompanii zmusił Niemców do wycofania się.
Około godziny 17.30 w lukę pomiędzy bataliony 43 i 45 pp wjechało główne zgrupowanie czołgów 4 DPanc., a około godziny 18.00 dotarło ono w rejon Komorowa.
Około godziny 19.00 1 DPanc. znalazła się w rejonie szosy Piotrków – Warszawa, na południe od Tomaszowa. Przed zmrokiem, przy wsparciu własnej artylerii, dywizja ruszyła z rejonu Jadwigów i Wiaderno, a następnie skierowała się w rejon lasu tomaszowskiego. Zbliżające się czołgi zanim zdołały podejść do pozycji obronnych 45 pp zostały zatrzymane ogniem artylerii 5 baterii 13 pal i plutonu artylerii piechoty 45 pp.
Główne zgrupowanie 4 DPanc. prowadziło atak na Cekanów. Grupa czołgów w ilości około 40 ominęła od południa pozycje obronne I batalionu 43 pp i przez Kolonię Zaborów uderzyła od wschodu na Tobiasze, gdzie znajdowało się stanowisko dowodzenia 43 pp. Inne niemieckie zgrupowanie składające się z około 60 czołgów atakowało przez Łazisko – Zaborów i następnie uderzyło w rejonie Cekanowa na stanowiska artylerii dywizyjnej. Tam atakującym czołgom stawił czoła III dywizjon 13 pal mjr. Stanisława Kruszyńskiego. W tej walce dywizjon zniszczył 5 czołgów, lecz sam poniósł duże straty. Z dywizjonu liczącego 12 haubic udało się uratować tylko 6.
13 dac znajdujący się na północ od Cekanowa, dowodzony przez mjr. Kazimierza Siekierzyńskiego wziął też udział w walce. Jego II bateria haubic 155 mm zniszczyła 2 czołgi nieprzyjacielskie.
W lesie przy szosie Tomaszów – Lubochnia dowódca I dywizjonu 13 pal kpt. Wilhelm Pałka przygotowywał dywizjon do wymarszu za oddziałami 44 pp. W obliczu atakujących czołgów podjął on z nimi walkę. W jej wyniku zniszczono 4 z 8 atakujących czołgów. Straty w 1 baterii wyniosły 2 armaty z 4 posiadanych. Natomiast 2 bateria straciła niemal wszystkie konie.
Gen. Dąb – Biernacki obawiając się oskrzydlenia 13 DP od północy, w celu wzmocnienia prawego skrzydła dywizji, rozkazał przegrupować 44 pp z I dywizjonem 13 pal (bez 3 baterii) do rejonu Skrzynki – Małecz. Około godziny 18.00 kolumny marszowe II i III batalionu ruszyły w nakazany rejon.
Około godziny 19.00 czołgi niemieckie zaatakowały w rejonie Cekanowa i Lubochni cofające się pododdziały polskie pochodzące z różnych jednostek. Były to tabory i służby 13 DP, części taborów 19 i 29 DP, dowództwo 13 pal, 161 i 162 kolumny samochodów ciężarowych i inne mniejsze grupy żołnierzy. Wybuchły chaotyczne walki, a większość żołnierzy uległa panice.
Po zapadnięciu zmroku walki ustały, a zgrupowania czołgów pozostały na zajętych przez siebie pozycjach. Znajdowały się one wzdłuż szosy Ujazd – Lubochnia oraz w Tomaszowie.
6 września przed godziną 21.00 dowódca 13 DP płk Kaliński po przeanalizowaniu sytuacji uznał, że dalsza obrona jest niemożliwa i wyznaczył nowe zadania dowódcom poszczególnych pułków. 43 pp miał pod osłoną nocy oderwać się od nieprzyjaciela i obsadzić południowe skraje lasów po obu stronach szosy Ujazd – Lubochnia. 45 pp miał wycofać się na wysokość I batalionu 45 pp i zorganizować obronę wzdłuż zachodniego skraju lasu w pasie szosa warszawska – 4 km na południowy zachód od niej. 44 pp znajdował się w tym czasie zgodnie z rozkazem w marszu do rejonu Skrzynki – Małecz.
6 września około godziny 22.00 I i III batalion 43 pp rozpoczęły przebijanie się przez oddziały czołgów niemieckich do wyznaczonych rejonów. II batalion pozostawał nadal na swych pozycjach, ponieważ nie dotarł do niego rozkaz odwrotu.
Dowódca 45 pp wiedział o obecności czołgów niemieckich w Tomaszowie, ale pomimo to zdecydował przebijać się przez oddziały nieprzyjaciela szosą na Lubochnię. Około godziny 23.00 rozpoczęło się przegrupowywanie oddziałów 45 pp. Jako szpica ruszyła 6 kompania z dwoma armatkami ppanc. Za nimi przemieszczały się II batalion z plutonem artylerii, 4 bateria 13 pal, tabory II batalionu, 5 kompania, 3 bateria 13 pal i III batalion wraz z taborami. Jako straż tylna szła 4 kompania z 5 baterią 13 pal.
Czoło kolumny pułku przechodząc przez Tomaszów zostało niespodziewanie ostrzelane ogniem armat i karabinów maszynowych przez oddział około 40 czołgów. Idąca jako szpica 6 kompania ruszyła z marszu do ataku wspierana przez armatki ppanc, pluton artylerii piechoty i 4 baterię 13 pal. Jednak atak ten załamał się, a kontratakujące czołgi zadały duże straty oddziałom polskim w ludziach i sprzęcie.
Oddziały 45 pp idące w kolumnie nieco z tyłu zostały ostrzelane ogniem z pistoletów maszynowych, ckm i obrzucone granatami z okolicznych budynków. Zabudowania te zostały zajęte wcześniej przez dywersantów i spadochroniarzy zrzuconych na południe od Koluszek. Początkowo atak niemiecki wywołał panikę w szeregach polskich, jednak wkrótce dowódcy opanowali sytuację i żołnierze rozpoczęli natarcie opanowując zajęte budynki.
W tej zaciętej walce poległ dowódca 45 pp płk Hojnowski oraz wielu innych oficerów i żołnierzy. Pułk stracił cały tabor i sprzęt ciężki. Zdołano uratować tylko 2 armatki ppanc. i 5 ckm. II dywizjon 13 pal (bez 6 baterii) z 3 baterią I dywizjonu stracił 2 działa.
Przed godziną 22.00 13 DP otrzymała zadanie ześrodkowania swych oddziałów w lesie Brudzewice. O świcie 7 września przerzedzone pododdziały i luźne grupy żołnierzy 45 pp pomaszerowały w kierunku Wilanowa na południowy wschód od Ludwikowa i pokonały w bród rzekę Piasecznicę. Baterie plot. 13 i 29 wycofały się w rejon miejscowości Kaczka, a następnie przez Spałę ruszyły na Inowłódz.
Zgodnie z nowym rozkazem 44 pp miał wstrzymać przegrupowywanie się na Skrzynki – Małecz i miał osłaniać ruch wycofujących się oddziałów 13 DP. 44 pp zajął, więc pozycje obronne w Gliniku i w lasach spalskich. Pułk wspierać miały 1 bateria 3 pac i 6 bateria 13 pal, a drogę od strony Tomaszowa zamknął I batalion 45 pp.
7 września około godziny 7.00 do Lubochni dotarły następujące oddziały 43 pp: dowództwo 43 pp, I batalion, połowa 5 kompanii II batalionu z plutonem ckm i z plutonem moździerzy oraz z armatą 75 mm. Kompanie 4 i 6 II batalionu rozpoczęły odwrót dopiero nad ranem 7 września i zostały rozbite przez czołgi w miejscowości Ujazd. Szczątki tych kompanii wycofały się następnie w kierunku Warszawy. W Lubochni znalazł się też III batalion jednak bez 3 kompanii.
Po odpoczynku jako pierwszy most w Inowłodzu przekroczył 43 pp i około godziny 11.00 7 września osiągnął lasy brudzewickie. W następnej kolejności ruszyła część taborów 13 DP i artyleria jednak na skutek zatoru na moście grupa ta została skierowana na Rzeczycę, Nowe Miasto.
Około godziny 8.00 7 września pozycje obronne I batalionu 45 pp na szosie w Lubochni zostały ostrzelane przez artylerię 4 DPanc. i bombardowane były przez lotnictwo. Następnie do ataku ruszyły czołgi. W walce tej żołnierze batalionu zniszczyli około 6 czołgów, jednak po dwugodzinnej walce zmuszeni zostali do wycofania się w kierunku lasów spalskich. Batalion w walce tej poniósł duże straty w ludziach i sprzęcie. Stracono 4 ckm, pluton moździerzy i armatę ppanc.
Pozycje 44 pp zostały zaatakowane przez około 60 czołgów z 1 DPanc. wspartych ogniem artylerii. I batalion pułku po dwugodzinnej walce został wyparty z Glinnika w głąb lasu i poniósł duże straty. Pułk walczył z oddziałami 1 DPanc. do godziny 15.30. Podczas walk zniszczył około 10 czołgów i kilka samochodów pancernych, a następnie około godziny 17.00 przekroczył most w Inowłodzu.
Oddziały 45 pp bez I batalionu przemieszczały się szosą Spała – Inowłódz, a następnie skierowały się na Ludwików i do lasu Brudzewice.
Około godziny 17.20 saperzy wysadzili most, gdyż na północnym brzegu Pilicy pojawiły się czołgi 1 DPanc.
W lesie Brudzewice znalazły się pododdziały 13 DP wraz ze sztabem oraz niewielka część taborów dywizji. Były to:
- oddziały 43 pp - dowództwo z pododdziałami pułkowymi, działon 75 mm, 5 armat 37 mm, I i II batalion (około 100 żołnierzy), III batalion bez 9 kompanii – razem około dwa bataliony piechoty.
- oddziały 44 pp - dowództwo z pododdziałami pułkowymi, dwa działony armat 75 mm, 4 armaty 37 mm – razem około batalionu piechoty.
- oddziały 45 pp - 4 armaty 37 mm, część taborów I batalionu.
- oddziały 13 pal - około 14 dział
- oddziały 13 dac - 6 dział
- oddziały I dywizjonu 3 pac – 4 działa

Łącznie w dywizji znalazły się 24 działa jednak bez kolumn amunicyjnych.
13 DP w walkach z XVI Korpusem w rejonie Tomaszowa Maz. zadała nieprzyjacielowi znaczne straty. W toku walk Niemcy stracili 64 czołgi, 22 samochody pancerne i motocykle oraz 2 samoloty.
Przed południem 7 września Naczelny Wódz wydał północnemu zgrupowaniu Armii Prusy rozkaz nakazujący wycofanie się wzdłuż południowego brzegu Pilicy. Następnie miała ona przegrupowywać się w kierunku przepraw na Wiśle w Maciejowicach, Dęblinie, Puławach i Solcu. Rozbite i podzielone zgrupowania polskie ruszyły na wschód głównie leśnymi drogami tocząc ciężkie walki odwrotowe. Trwał swoisty wyścig pomiędzy zgrupowaniami polskimi a oddziałami szybkimi Wehrmachtu o opanowanie mostów na Wiśle.
7 września XVI Korpus Pancerny nie mając już przed sobą żadnych jednostek polskich ruszył na Warszawę. Lewoskrzydłowa 4 DPanc. wzmocniona 33 pp zmot. z 13 DP Zmot. ruszyła 7 września z rejonu Będkowa i tego samego dnia osiągnęła Rawę Mazowiecką, a straż przednia Babsk. 8 września około godziny 14.00 – 15.00 czołowe elementy dywizji zajęły rejon Okęcie – Włochy.
W tym samym dniu 1 DPanc. zatrzymała się w Królowej Woli na wschód od Tomaszowa Maz. Następnie 8 września ruszyła przez Grójec i wieczorem osiągnęła Górę Kalwarię.

## Upamiętnienie
Walki żołnierza polskiego pod Piotrkowem zostały upamiętnione na Grobie Nieznanego Żołnierza w Warszawie napisem na jednej z tablic po 1990 r. „PIOTRKÓW - TOMASZÓW MAZOWIECKI 5 - 7 IX 1939”